# Miervaldis Birze
Miervaldis Birze (født som Augusts Miervaldis Bērziņš; 21. marts 1921 – 6. juli 2000) var en lettisk forfatter, publicist, læge og overlevende af Holocaust.
Birze fødtes ind i en familie af en kommunalt ansat i Rūjiena i Letland. Han fuldførte grundskolen i 1933, og tilsluttede sig Komsomol efter den sovjetiske okkupation af Letland i 1940. Han blev anholdt i juli 1941 efter den nazityske besættelse af Letland. Først tilbageholdtes han i et fængsel i Valmiera, derefter overførtes han til koncentrationslejren i Salaspils. Han tildeltes tvangsarbejde med konstruktion af en hangar ved Spilve Lufthavn i Riga. I juli 1944 var han blandt 1.200 personer der transporteredes til Tyskland og interneredes i Buchenwald. I april 1945 lykkedes det Birze at flygte mens lejren evakueredes af de tyske myndigheder. Han forsøgte at komme hjem gennem Polen, men dér anholdtes han og blev tilbageholdt fra maj til september i en sorteringslejr i Hrodna. Tiden han tilbragte i disse lejre og fængsler afspejles i hans litterære værker.
Efter krigen dimitterede han fra Letlands Universitets medicinske fakultet i 1949. Han arbejdede som læge i Cēsis i Letland, hvor han også døde i år 2000.
Miervaldis Birze udnævntes den 19. februar 1996 til Officer af Trestjerneordenen.